# Henadz' Valjukevič
Henadz' Ivanovič Valjukevič, accreditato come Gennadiy Valyukevich dalla IAAF (in bielorusso Генадзь Валюкевіч?; 1º giugno 1958 – Minsk, 30 dicembre 2019), è stato un triplista bielorusso, fino al 1991 sovietico.

## Palmarès

### Europei indoor
- 3 medaglie:
  - 1 oro (Vienna 1979)
  - 2 argenti (Atene 1982; Budapest 1983)